# فلاديمير ستويانوف
فلاديمير ستويانوف (بالبلغارية: Владо Стоянов)‏ هو لاعب كرة قدم بلغاري في مركز الهجوم، ولد في 27 سبتمبر 1964 في بورغاس في بلغاريا، وتوفي بنفس المكان في 18 يونيو 2019 بسبب سرطان. لعب مع ديبورتيفو لاكورونيا ونادي بوتيف بلوفديف.

## وصلات خارجية
- فلاديمير ستويانوف على موقع ناشيونال فوتبول تيمز (الإنجليزية)
- فلاديمير ستويانوف على موقع Soccerway.com (الإنجليزية)